# 스페크트르-R

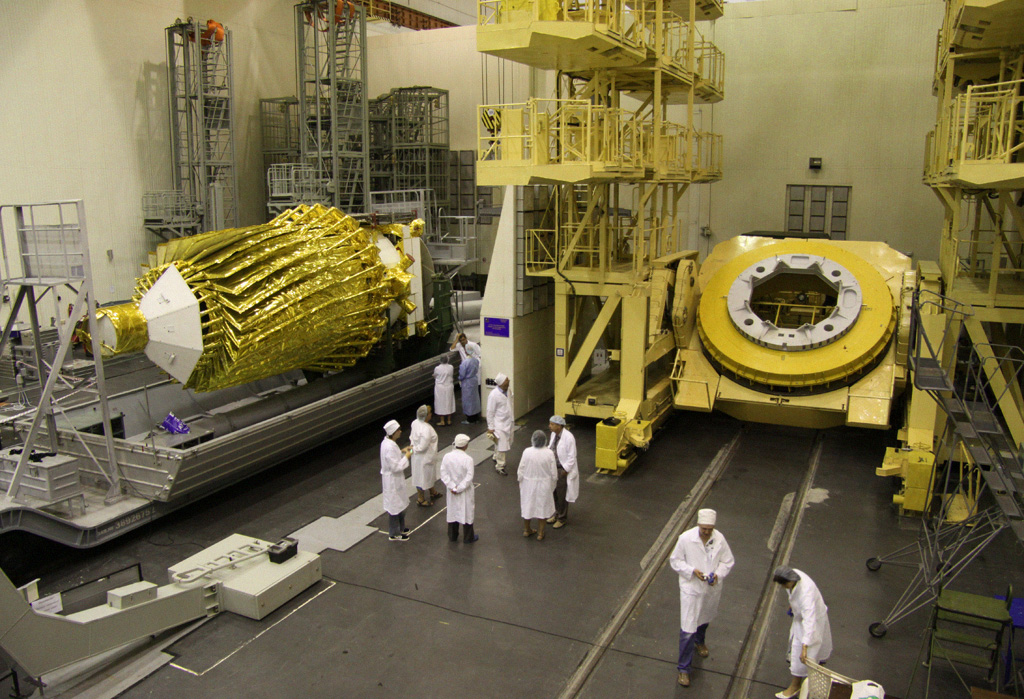

스페크트르-R(스펙트랄, 스펙트랄인공위성, Spektr-R, 라디오아스트론 계획의 일부, 러시아어: Спеkтр-P)은 10m(33피트) 전파망원경이 탑재된 러시아의 과학 위성이었다. 2011년 7월 18일 바이코누르 우주 기지지의 제니트-3F 발사대에서 발사되었으며, 은하수 내외의 전파원의 구조와 역학에 대한 연구를 수행하도록 설계되었다. 가장 큰 지상 전파 망원경과 함께 스페크트르-R은 최대 350,000km(220,000마일)까지 확장되는 간섭계 기준선을 형성했다.
2019년 1월 11일, 우주선은 지상 통제에 대한 응답을 중단했지만 과학 페이로드는 "작동 가능"으로 설명되었다. 임무는 2019년 1월 사건에서 결코 복구되지 않았으며 임무는 2019년 5월 30일에 완료(및 우주선 작전 종료)로 선언되었다.

## 같이 보기
- 스페크트르-RG